# Pleuroplaconema sambuci
Pleuroplaconema sambuci är en svampart som beskrevs av Petr. 1923. Pleuroplaconema sambuci ingår i släktet Pleuroplaconema, divisionen sporsäcksvampar och riket svampar.   Inga underarter finns listade i Catalogue of Life.